# Van Niftrik (bedrijf)
Gebr. Van Niftrik is een voormalig kunststofverwerkend bedrijf met ongeveer 250 medewerkers. Het bedrijf was gevestigd in Putte.

## Geschiedenis
Het bedrijf, in feite een bakelietfabriek, werd in 1929 opgericht door Job van Niftrik (1893-1976) en hij bouwde het op zijn landgoed, Welkom genaamd. Het bedrijf was het tweede bedrijf in Nederland dat kunststoffen verwerkte, na de Philitefabriek van Philips die in 1923 van start ging. Het fabriceerde bakelieten producten voor onder andere de toenmalige PTT, de Nederlandse Spoorwegen en de huishoudbranche (asbakken, bloembakken enzovoorts).
Tijdens de Tweede Wereldoorlog speelden de eigenaren Job en Betty van Niftrik een belangrijke rol in de Van Niftrik-route. Piloten en vluchtelingen konden via hun bedrijf over de grens gezet worden. Daartoe controleerde de veiligheidsdienst van het bedrijf de grens achter de fabriek. Wanneer de Duitse controleurs uit het zicht waren werden de mensen over de grens gezet en afgeleverd bij de bevriende boerenfamilie Meeus aan de Belgische kant. Vaak werd men daar op de tram naar Antwerpen gezet.
Uiteindelijk ging het bedrijf over van thermoharder bakeliet, dat hard blijft na verhitting, op thermoplasten die zacht worden na verhitting. Door deze verandering was het bedrijf in staat om een andere markt te bedienen en werd het een toeleverancier voor de automobielindustrie, waaronder Volvo, DAF, Océ en Xerox.

### Overnames en sluiting
Het bedrijf kwam in handen van Kendrion en werd een onderdeel van de divisie Automotive Plastics. De bedrijfsnaam werd Kendrion van Niftrik BV. 
In 2004 werd het bedrijf verkocht aan Polynorm (eigendom van het Oostenrijkse concern Voestalpine) en werd het ingedeeld bij de Voestalpine Polynorm Group, een groep die behalve in Putte, ook vestigingen heeft in Roosendaal en Bunschoten. De officiële bedrijfsnaam werd Voestalpine Polynorm Van Niftrik B.V. Per 2014 werd het bedrijf door overname eigendom van de Polytec Group.
In januari 2020 kwam het bericht dat er een eind aan dit bedrijf kwam. De productie stopte, machines en matrijzen werden elders heen verhuisd, en per 31 december 2020 sloten de poorten.